# Nagorni (Sverdlovsk)
|  | Per a altres significats, vegeu «Nagorni». |

Nagorni (en rus: Нагорный) és un poble (un possiólok) de l'óblast de Sverdlovsk, a Rússia, segons el cens del 2010 tenia 78 habitants.